# 벤저민 코고
벤저민 코고(영어: Benjamin Kogo, 1944년 11월 30일 ~ )는 케냐의 전직 육상 선수로 3000m 장애물경주에서 전문적으로 활약했다. 그는 1968년 하계 올림픽에서 은메달을 획득했다.
그는 1964년 하계 올림픽에서 3000m 장애물경주 결승전 진출에 실패했다.
그는 난디주 아르워스에서 태어났다.

## 참조
- sports Reference